# Psychomyia kotamobagu
Psychomyia kotamobagu är en nattsländeart som beskrevs av Malicky 1993. Psychomyia kotamobagu ingår i släktet Psychomyia och familjen tunnelnattsländor. Inga underarter finns listade i Catalogue of Life.